# Tenodera superstitiosa superstitiosa
Tenodera superstitiosa superstitiosa es una subespecie de mantis de la familia Mantidae.

## Distribución geográfica
Se encuentra en Angola, Etiopía, Australia, Gabón, Ghana, Guinea, India, Java, Camerún, Kenia, Comoras, Congo, Liberia, Malaui, Mozambique, Nigeria, Namibia, Natal (Sudáfrica) Zanzíbar, Senegal, Singapur, Somalia, Sudán, Tanzania, Togo, Uganda Zambia.